# Уксичан (река)
Уксичан — река в Камчатском крае России. Длина — 51 км. Площадь водосборного бассейна — 350 км².
Берёт своё начало на юго-восточном склоне вулкана Чингейнгейн. Впадает в реку Быструю слева на расстоянии 86 км от устья, в селе Эссо.
По данным государственного водного реестра России относится к Анадыро-Колымскому бассейновому округу.